# 小行星29227
小行星29227（29227 Wegener），天文學臨時編號1992 DY13，是一個位於小行星帶的小行星，於1992年2月29日由弗賴穆特·伯恩根（Freimut Börngen）發現於德國陶騰堡卡爾·史瓦西天文台。
該小行星以德國氣象學家、地質學家阿爾弗雷德·魏格納命名。

## 外部連結
- JPL Small-Body Database Browser on 29227 Wegener （页面存档备份，存于）

| 前一小行星： (29226) 1992 DH8 | 小行星列表 | 後一小行星： (29228) 1992 EC |